# Schwenckfeldina pravitata
Schwenckfeldina pravitata är en tvåvingeart som beskrevs av Hans-Georg Rudzinski 2005. Schwenckfeldina pravitata ingår i släktet Schwenckfeldina och familjen sorgmyggor.
Artens utbredningsområde är Taiwan. Inga underarter finns listade i Catalogue of Life.